# Sten Eriksson
Orr Sten Evert Eriksson (ur. 19 stycznia 1935 w Älvdalen) – szwedzki biathlonista. Największy sukces w karierze osiągnął w 1966 roku kiedy wspólnie z Sture Ohlinem, Olle Petrussonem i Holmfridem Olssonem wywalczył brązowy medal w sztafecie na mistrzostwach świata w Garmisch-Partenkirchen. Na tych samych mistrzostwach zajął też 19. miejsce w biegu indywidualnym. Był też trzydziesty w tej konkurencji podczas mistrzostw świata w Seefeld in Tirol w 1963 roku. Brał również udział w igrzyskach olimpijskich w Innsbrucku w 1964 roku, zajmując 25. miejsce w sztafecie. Nigdy nie wystąpił w zawodach Pucharu Świata.

## Osiągnięcia

### Igrzyska olimpijskie
| Rok  | Miejscowość | Konkurencje | Konkurencje | Konkurencje | Konkurencje | Konkurencje | Konkurencje | Konkurencje |
| Rok  | Miejscowość | IN          | SP          | PU          | MS          | RL          | MR          | SR          |
| ---- | ----------- | ----------- | ----------- | ----------- | ----------- | ----------- | ----------- | ----------- |
| 1964 | Innsbruck   | 25.         | nd.         | nd.         | nd.         | –           | nd.         | –           |

### Mistrzostwa świata
| Rok  | Miejscowość            | Konkurencje | Konkurencje | Konkurencje | Konkurencje | Konkurencje | Konkurencje | Konkurencje |
| Rok  | Miejscowość            | IN          | SP          | PU          | MS          | RL          | MR          | SR          |
| ---- | ---------------------- | ----------- | ----------- | ----------- | ----------- | ----------- | ----------- | ----------- |
| 1963 | Seefeld in Tirol       | 30.         | nd.         | nd.         | nd.         | –           | nd.         | –           |
| 1966 | Garmisch-Partenkirchen | 19.         | nd.         | nd.         | nd.         | 3.          | nd.         | –           |
| 1967 | Altenberg              | 47.         | nd.         | nd.         | nd.         | –           | nd.         | –           |